# Santa María (Paraguay)
Pour les articles homonymes, voir Santa María.
Santa María de Fe est une ancienne réduction jésuite qui s'est développée en ville et district du Paraguay du département de Misiones, localisé à environ 15 km de San Ignacio.

## Historique
La Réduction fondée en 1647, fut baptisée Santa-Maria de Fe (Notre-Dame de Foy) par le rère jésuite français Emmanuel Berthot (1601-1687), en hommage à Notre-Dame, vénérée comme Notre-Dame de Foy, à Foy-Notre-Dame (en Belgique). Reconstruite en 1669 elle se transforma progressivement en 'ville' lorsque les Jésuites furent expulsés. L'église de l'ancienne réduction fut détruite par le feu en 1889. Les pièces d'art qui s'y trouvaient - un grand nombre de statues religieuses sculptées par des artistes guaranis - furent rassemblées dans le 'Musée de Santa Maria'.

## Géographie
Le district de Santa María de Fe est situé dans la région orientale du Paraguay. Il est situé à 253 km au sud d'Asuncion, la capitale du pays.

On arrive à Santa Maria, en prenant la route nationale numéro 1, puis faisant un détour entre les villes de San Ignacio et Santa Rosa.

## Limites
Le district de Santa María est bordé par les districts suivant:
- Nord: district de San Miguel et le département de Caazapá
- Est: district de Santa Rosa
- Sud: districts de San Ignacio et Santa Rosa
- Ouest: San Ignacio

## Démographie
Selon le recensement de 2002, Santa María a une population totale de 7 385 habitants, dont 1 981 vivent dans la zone urbaine de l'arrondissement.

## Économie
Santa Maria dispose de plusieurs ateliers d'artisanat, ainsi que des fabrications de gâteaux faits maison. L'artisanat de tapis est très appréciée par les touristes.

Quant à l'agriculture, on produit surtout du riz et de la canne à sucre.

## Climat
En été, la température maximale est de 39 °C, en hiver, le minimum habituel est de 0 °C. La moyenne annuelle est de 21 °C.

## Relations internationales

### Jumelage
La ville de Santa María est jumelée avec:
 Hays (Kansas), États-Unis